# Ајдин
Ајдин (тур. Aydın) је град у Турској у вилајету Ајдин. Према процени из 2009. у граду је живело 174.268 становника.

## Становништво
Према процени, у граду је 2009. живело 174.268 становника.
| 1990.   | 2000.   |
| ------- | ------- |
| 107.011 | 143.267 |